# (37492) 1115 T-2
1115 T-2 (asteroide 37492) é um asteroide da cintura principal. Possui uma excentricidade de 0.13972520 e uma inclinação de 5.57720º.
Este asteroide foi descoberto no dia 29 de setembro de 1973 por Cornelis Johannes van Houten e Ingrid van Houten-Groeneveld e Tom Gehrels em Palomar.